# Grande Loja Unida de Portugal
A Grande Loja Unida de Portugal (GLUP) é uma Obediência maçónica, constituída e consagrada a 4 de julho de 2016. Esta data foi escolhida em referência à data da fundação do primeiro país inspirado nos ideais maçónicos: o Dia da Independência dos Estados Unidos da América.
Constituiu-se como associação de direito civil português em 14 de abril de 2016, perante o Notário Público do Balcão da Associação na Hora na Conservatória do Registo Comercial de Cascais.
A Grande Loja Unida de Portugal afirma-se uma Instituição aberta, propondo-se apoiar todos aqueles que desejam ter um papel ativo na reflexão sobre o futuro do país e ser, em simultâneo, uma intervenção que sirva Portugal e os portugueses no uso dos seus direitos e deveres de cidadania.
O objetivo primordial da GLUP é assumir-se como uma Obediência Maçónica Regular, através da assunção dos Landmarks, bem como dos princípios e valores da Maçonaria em toda a sua virtude. Importa aqui recordar que, na sua génese, estão muitos dos maçons que foram os responsáveis pela implantação da Maçonaria Regular em Portugal.
A Grande Loja Unida de Portugal pretende dar espaço à cidadania, para que Homens livres e de bons costumes venham ao seu encontro e ajudem a intervir de forma séria e empenhada na construção de uma sociedade melhor.

## História
Em 4 de Julho de 2016, a oriente de Sintra, em Colares, na presença de Irmãos nacionais e estrangeiros oriundos de várias Lojas da Maçonaria Regular, procedeu-se à consagração da Grande Loja Unida de Portugal1. A Carta-Patente da Grande Loja Unida de Portugal foi subscrita pelas Lojas Camões, Pátria e Marechal Teixeira Rebelo.
A data foi escolhida em referência ao dia 4 de julho de 1776, que assinala o surgimento do primeiro país inspirado nos ideais maçónicos, expresso nos documentos “Independência dos Estados Unidos da América” e na sua Constituição.
Paulo Cardoso foi eleito e consagrado Grão-Mestre em 4 de Julho de 20165, num processo eleitoral em que participaram todos os Mestres da Grande Loja Unida de Portugal por sistema de voto eletrónico, ato este que foi objeto de auditoria externa por parte de uma entidade independente.
Em Sessão de Grande Loja, ocorrida a 5 de outubro de 2016 em Sintra, por ocasião da comemoração da Fundação de Portugal e do dia da República, foram promulgados a Constituição e o Regulamento Geral da Grande Loja Unida de Portugal.
Uma parte significativa dos membros que participaram na sua criação eram irmãos com muitos anos de maçonaria, entre os quais alguns “históricos” fundadores da regularidade em Portugal, herdeira da Tradição, que discordaram dos caminhos seguidos pela Grande Loja Legal de Portugal. Estes maçons regulares, desiludidos com os comportamentos anti-maçónicos3 de alguns Irmãos, mas também com a incapacidade que os dirigentes dessa Obediência mostravam em revitalizar a maçonaria portuguesa, modernizando-a e aproximando-a dos objetivos e missão originais, assumiram a rutura, à semelhança do que se tem verificado em muitos países europeus.
Os fundadores da GLUP acreditavam que era necessário valorizar a imagem externa da instituição e a dos seus membros e afastar de vez o estigma, muitas vezes partilhado na sociedade, de que a maçonaria é uma organização secreta que pensa exclusivamente no bem-estar dos seus membros e é marginal ao bem comum.
Nas palavras do Grã-Mestre da GLUP, Paulo Cardoso:
“É preciso evitar que se continuem a violar os princípios mais básicos e continuar a acrescentar má fama a uma das Instituições que mais importância teve ao longo da história na definição dos valores essenciais das modernas democracias ocidentais; é um erro que é preciso parar de cometer”.

A Grande Loja Unida de Portugal é inabalável na manutenção do espírito da regularidade, ou seja, os seus membros praticam e defendem a liberdade, a democracia e o ecumenismo, sem interferência na vida política ou religiosa, e a vivência do caracter internacional e humanista da Maçonaria Universal.
A Grande Loja Unida de Portugal pretende tornar-se uma referência de humanidade, para maçons e profanos. Apresenta uma nova proposta de valores à sociedade portuguesa: renovação com respeito pela tradição, revitalização da imagem externa e interna da maçonaria e uma aposta firme no desenvolvimento de Portugal, elegendo como seus objetivos principais a solidariedade social e a fraternidade, a educação e a cultura, diferenciando-se assim, por assumir Portugal como o seu foco principal, nas valências de promoção, formação e divulgação da sua cultura, colocando-se, neste âmbito, ao seu serviço.
Nenhum Rito tem supremacia sobre qualquer outro, e qualquer Rito é sempre pertença de todos os Maçons do Universo. Não obstante na Grande Loja Unida de Portugal serem praticados diversos Ritos, o Rito oficial, praticado nas Sessões de Grande Loja, é o Rito Português.
Princípio e objetivo primordial da GLUP é a Regularidade, através da recuperação dos Landmarks, bem como dos princípios e valores da maçonaria regular em toda a sua virtude. A Grande Loja Unida de Portugal desenvolve os seus trabalhos no escrupuloso cumprimento dos Landmarks da Maçonaria Regular e respeitando as antigas tradições dos Maçons, sendo depositária das suas tradições ao longo dos tempos.

## Ritos
As Lojas da Grande Loja Unida de Portugal, praticam os seguintes Ritos:
- Rito Escocês Antigo e Aceite
- Rito de Emulação
- Rito Francês
- Rito de York
- Rito Português

### Rito Português
O mote do Rito Português é: “A minha pátria é a língua portuguesa”.
O Rito Português integra e reforça a aplicação da estratégia da Grande Loja Unidade Portugal, tanto no que se refere à imagem interna da Obediência como à implantação no exterior, através das Lojas promovidas por maçons portugueses emigrados e luso-descendentes e junto dos países de língua portuguesa, prestando um serviço à Maçonaria portuguesa e a Portugal.
O Rito Português tem como Missão:
Constituir e apoiar a instalação de Lojas, em Portugal e no estrangeiro, do Rito Português, em estrita observância dos Landmarks, das Constituições e dos demais usos e costumes da Maçonaria regular;

Aprofundar o conhecimento, formar e fomentar a divulgação da história e da cultura portuguesas e dos países irmãos;
Contribuir e apoiar a estratégia de Portugal e das suas parcerias estratégicas de que se realça a Comunidade de Países de Expressão e Língua oficial portuguesas, nas áreas de atuação consideradas maçonicamente regulares, em que podemos e devemos intervir.

Os maçons portugueses, os maçons que falam português, quer estejam nos países que têm língua oficial portuguesa quer estejam noutras regiões, todos, são os destinatários do Rito Português. Pretende-se que o Rito Português seja tradicional, integrador dos princípios e referências maçónicos e do passado histórico de Portugal; mas também um Rito inovador, atual, apreendendo as perspetivas para Portugal e dos países com língua portuguesa, facilitando o seu desenvolvimento, disponibilizando vias para a sua evolução, numa visão aberta, que sirva e ajude os maçons que falam português, a encontrar razões e emoções comuns, estejam onde estiverem. Um Rito que integre as alavancas da sua constante atualidade e diversidade.
“Quase nada do que houve de portador de futuro, de esperança, de sonho, foi realizado em Portugal sem o contributo de Homens que partilharam estes valores…”
Não obstante a Grande Loja incorporar diversos Ritos que se praticam por todas as Maçonarias espalhadas pelo globo, existe um rito, o Rito Português que é o seu fator diferenciador e onde todos os Maçons se devem reconhecer, que exalta as virtudes dos portugueses e faz realçar o orgulho de sermos uma nação com história e que contribuiu no passado como o fará no futuro para a existência de um mundo melhor.
O Rito Português contém em si todos os fundamentos antropológicos, históricos, míticos e ritualísticos, do complexo imaginário ecuménico Português. Um Rito Universalista. Um Rito que reúne tudo o que de unitário há no ser humano, transcendente a qualquer relativismo.
O Rito Português tem abrangente potencial heurístico e hermenêutico, articulando o longo processo cultural (mitológico e arquetípico) do nosso imaginário profundo, com uma enorme riqueza estética, cénica e teatral.
“Por Portugal, porque aqui nascemos, onde nasceram os nossos antepassados, aqui estão as nossas raízes, aqui estarão sempre as nossas almas.”

## Representação da Grande Loja de Portugal

### Lojas
A Grande Loja Unida de Portugal possui atualmente 10 lojas:
- Lisboa – Loja Portugal, Pátria, São Bento de Avis, PT7, PHI, França
- Porto – Loja Invicta
- Coimbra – Loja Fénix
- Algarve (Vilamoura) – Loja Isaac Newton
- Macau – Loja Sun Yat Sen

### Reconhecimentos
A Grande Loja Unida de Portugal tem diversos Tratados de Amizade e de Reconhecimento Mútuo com várias Grandes Lojas, nomeadamente, com:
- França | Grande Loja da Aliança Maçónica Francesa (GL-AMF) – https://www.gl-amf.fr/
- Rússia | Grande Loja Unida da Rússia (United Grand Lodge of Russia - UGLR) - https://ovlr.ru/en/uglr
- Brasil | Grande Oriente de São Paulo (GOSP) - https://gosp.org.br/
- Georgia | Grande Loja da Georgia
- Marrocos | Grande Loge Régulière du Royaume du Maroc (GLRRM) - https://www.glm-maroc.org/